# 今井浩三
今井 浩三（いまい こうぞう、1948年1月1日 - ）は、日本の医学者・内科医。札幌医科大学名誉教授、元・同大学長。元・北海道公立大学法人札幌医科大学理事長。研究対象は癌（がん）、癌の分子診断や新しい治療が専門。日本学術会議会員（20，21期）、2009年、春の園遊会に招待。2010年、東京大学教授（東京大学医科学研究所附属病院第19代病院長）。2013年、紫綬褒章受章。2014年、東京大学特任教授（東京大学医科学研究所医療イノベーション推進室長）、神奈川県立がんセンター臨床研究所長。2016年、東京大学客員教授、東京大学医科学研究所 学術研究基盤支援室長。2019年、日本医療研究開発機構 (AMED) プログラムオフィサー, 2022年、同プログラムスーパーバイザー。

## 略歴
1948年、北海道函館市に生まれる。北海道函館中部高等学校卒業。1972年札幌医科大学医学部卒業、第一内科（和田武雄教授）に大学院生として入局。1976年 札幌医科大学　医学博士（論文タイトルは『細胞性免疫に関する臨床的研究』）。1978年から、3年間米国NIH博士研究員 (Fogarty International Fellowship) で、スクリップス研究所へ留学。帰国後、第一内科講師、助教授を経て、1994年、同教授。この間、1985年、英国ケンブリッジ大・MRC・セーサル・ミルスタイン教授（ノーベル生理学・医学賞受賞者）に師事。一貫して、癌免疫分野・癌分子病態分野について研究、新しい診断・治療を追究している。
2004年、札幌医科大学第9代学長。2007年、公立大学法人化に伴い、同大初代理事長・学長に就任。2010年から、東京大学教授（医科学研究所・第19代附属病院長）。2012年より東京大学医科学研究所附属病院長 兼 抗体・ワクチンセンター長。2014年から東京大学特任教授（医科学研究所医療イノベーション推進室長）、（兼）神奈川県立がんセンター臨床研究所長。2016年から東京大学客員教授、東京大学医科学研究所 学術研究基盤支援室長、（兼）札幌禎心会病院総長。2019年からAMEDプログラムオフィサー、神奈川県立がんセンター特別招聘研究員、北海道大学遺伝子病制御研究所招聘教員・客員教授。2022年からAMED プログラムスーパーバイザー。
学界や社会における活動
（歴任）
文部科学省　中央教育審議会委員、がん特定研究統合総括班班員、「がん治療領域」副領域長、「橋渡し研究支援推進プログラム」研究代表者（北海道）・顧問（東大TR推進センター）、「橋渡し研究加速ネットワークプログラム」東京大学拠点・医科学研究所代表、「今後の医学部入学定員の在り方等に関する検討会」委員、「がん研究の今後の在り方に関する検討会」委員、次世代がん研究戦略推進プロジェクト中間評価委員会委員、「オーダーメイド医療の実現プログラム」アドバイザリーボード、新学術領域「がん研究分野の特性等を踏まえた支援活動」　領域代表者、独立行政法人日本学術振興会 科学研究費委員会専門委員、大学教育等推進事業委員会委員、独立行政法人科学技術振興機構 (JST) CREST追跡評価・評価委員長、厚生労働省　治験拠点病院活性化事業評価会議委員、がん臨床研究事業事前評価委員、厚生労働省　難病・がん等の疾病分野の医療の実用化研究事業（がん関係研究分野）事前評価委員会および中間・事後評価委員会委員、経済産業省　 産業構造審議会委員、独立行政法人産業技術総合研究所　研究ユニット評価委員会委員長、日本医学会　幹事、日本臨床免疫学会 理事、常任理事、機関誌編集委員長、総会長、日本消化器免疫学会　理事、総会長、日本消化器癌発生学会　理事、総会長、日米合同癌学会（第7回）会長、日本臨床分子医学会　副理事長、理事、日本がん治療認定医機構理事長、理事、国際癌医学生物学会 (ISOBM) 理事、理事長、総会長、日本電気泳動学会 理事、副理事長、学会長、日本バイオセラピィ学会 理事、総会長、日本家族性腫瘍学会 理事、総会長、日本保健医療福祉連携教育学会 理事、学会会長、日本骨髄腫学会（研究会） 理事、会長、功労会員、日本血液学会評議員、功労会員、日本分子腫瘍マーカー研究会 代表幹事、Marquis Who's Who in the World (33rd Edition, 2016)、独立行政法人大学評価・学位授与機構 機関別認証評価委員会専門委員、日本DDS学会  学会長、副理事長、理事長、顧問、特定非営利活動法人 「みねるばの森」（理事長：寺島実郎）理事、日本リウマチ学会評議員、リウマチ専門医・指導医、内閣府 日本学術会議会員（第20、21期）、公益信託 小野がん研究助成基金審査委員長、公益法人小林がん学術振興会選考委員、国立がん研究センター東病院臨床研究外部監査委員会委員、文部科学省 博士課程教育リーディングプログラム委員会専門委員、文部科学省　新学術領域研究「生命科学連携推進協議会」研究代表者。
（現在）
- 文部科学省「がんプロフェッショナル養成、並びに同基盤推進プラン」推進委員会委員長
- 国立研究開発法人科学技術振興機構 (JST) CREST 領域アドバイザー
- 同上　井上春成賞選考委員
- 国立研究開発法人日本医療研究開発機構 プログラムスーパーバイザー (PS)
- 高松宮妃癌研究基金学術委員会 副委員長
- 日本癌学会理事、副理事長、総会長、名誉会員
- 日本消化器病学会理事、大会会長・JDDW会長、財団評議員、名誉会員
- 日本免疫学会 評議員
- 日本がん免疫学会学会長、理事長、理事、アドバイザー
- 一般財団法人湯浅記念会理事および副理事長
- 公益財団法人日本対がん協会リレー・フォア・ライフ・プロジェクト未来研究助成金 審査委員
- 聖マリアンナ医科大学客員教授
- 東京理科大学客員教授、ヒト疾患モデル研究センター学外共同研究員
- 北海道大学遺伝子病制御研究所招聘教員、客員教授
- 神奈川県立がんセンター特別招聘研究員
- 札幌しらかば台病院先端医療研究センター所長

## 受賞
- 1978年（昭和53年） アメリカ国立衛生研究所 Fogarty International Fellowship
- 1986年（昭和61年） 日本癌学会奨励賞
- 1992年（平成4年） 日本電気泳動学会学会賞
- 1993年（平成5年） 高松宮妃癌研究基金研究助成
- 1994年（平成6年） 北海道知事賞、北海道医師会賞
- 2005年（平成17年） 国際癌医学生物学会学会賞[5]
- 2008年（平成20年） 秋山財団賞
- 2009年（平成21年） 日本DDS学会学会賞
- 2012年（平成24年） 北海道科学技術賞[6]
- 2013年（平成25年）　佐川がん研究振興財団佐川特別賞
- 2015年（平成27年）
  - 朝日がん大賞[7]
  - 日本癌学会学術賞長與又郎賞[8]
- 2020年（令和2年） 北海道功労賞[9]

## 叙位・叙勲
- 2013年（平成25年）　紫綬褒章[10]
- 2023年（令和5年）　瑞宝中綬章[11][12]